# Ґоля (Яроцинський повіт)
Ґоля (пол. Gola, нім. Finkenbusch) — село в Польщі, у гміні Ярачево Яроцинського повіту Великопольського воєводства.
Населення — 507 осіб (2011).
У 1975-1998 роках село належало до Каліського воєводства.

## Демографія
Демографічна структура станом на 31 березня 2011 року:
|          | Загалом | Допрацездатний вік | Працездатний вік | Постпрацездатний вік |
| -------- | ------- | ------------------ | ---------------- | -------------------- |
| Чоловіки | 253     | 48                 | 177              | 28                   |
| Жінки    | 254     | 54                 | 145              | 55                   |
| Разом    | 507     | 102                | 322              | 83                   |